# Riera de la Bisbal (periodiskt vattendrag i Spanien, lat 41,22, long 1,53)
Riera de la Bisbal är ett periodiskt vattendrag i Spanien.   Det ligger i provinsen Província de Tarragona och regionen Katalonien, i den östra delen av landet, 400 km öster om huvudstaden Madrid.